# Municipio de Lenox (Pensilvania)
El municipio de Lenox (en inglés: Lenox Township) es un municipio ubicado en el condado de Susquehanna en el estado estadounidense de Pensilvania. En el año 2000 tenía una población de 1.832 habitantes y una densidad poblacional de 17 personas por km².

## Geografía
El municipio de Lenox se encuentra ubicado en las coordenadas 41°42′00″N 75°41′59″O / 41.70000, -75.69972.

## Demografía
Según la Oficina del Censo en 2000 los ingresos medios por hogar en la localidad eran de $36,761 y los ingresos medios por familia eran $41,324. Los hombres tenían unos ingresos medios de $30,081 frente a los $19,138 para las mujeres. La renta per cápita para la localidad era de $18,459. Alrededor del 10,6% de la población estaban por debajo del umbral de pobreza.